# Иодко, Ромуальд Ромуальдович
Ромуальд Ромуальдович Иодко (20 ноября (3 декабря) 1894, Слуцк — 13 ноября 1974, Москва) — советский скульптор, профессор, заслуженный художник РСФСР (1968).

## Биография
Родился 20 ноября (3 декабря) 1894 год в Слуцке Минской губернии, в литовско-польской семье евангелистов-реформатов.
Дед Р. Р. Иодко по материнской линии Адам Дик был органистом евангелистского костела в Слуцке, а дед по отцовской линии — также Р. Р. Иодко — органистом Московской государственной консерватории им. П. И. Чайковского и параллельно занимался настройкой органов, как в консерватории, так и в костелах Москвы. Также он являлся членом общества «Музыкально-теоретическая библиотека» и одним из инициаторов и создателей Научной музыкальной библиотеки им. С. И. Танеева Московской консерватории им. П. И. Чайковского.
Р. Р. Иодко-младший в 1912 году оканчивает гимназию в Слуцке (в Аттестате зрелости указано, что он изучал русский, латинский, греческий, французский и немецкий языки. Кроме этого, он знал польский, литовский, белорусский и эсперанто). В этом же году он приезжает в Москву и поступает в Императорское Центральное Строгановское училище, где его учителями становятся скульпторы Николай Андреевич Андреев и Сергей Семёнович Алёшин. В 1918 году Р. Р. Иодко заканчивает училище как скульптор-ученый рисовальщик. С 1915 г., обучаясь в училище, работал в госпитале для тяжело раненых воинов, организовав в дни Великой Октябрьской революции санитарную дружину для оказания первой помощи раненым среди населения Раужской набережной д. 4, так как набережная и прилегающие к ней здания обстреливались юнкерами из Кремля.
Уже в 1917—1918 гг. Р. Р. Иодко работает над двумя скульптурами физкультурниц, которые устанавливаются перед зданием Института физкультуры по улице Большая Гороховская (ныне — Козакова), д. 22. При этом, Р. Р. Иодко был одним из инициаторов создания этого института. Главным инициатором создания Института физкультуры был Анатолий Васильевич Луначарский, с которым Р. Р. Иодко познакомился в 1918 году, а также Нарком здравоохранения Николай Александрович Семашко.
В 1919 вступает добровольцем в ряды Красной Армии; вначале рядовым, затем курсантом первых окружных военно-хозяйственных курсов. С группой курсантов служит в Ростове на Дону, а затем в Москве в Высшей стрелковой школе комбатов.
В 1921 году его как одаренного художника командируют в Высшие художественно-технические мастерские (ВХУТЕМАС), где он учится до 1925 года. В этот период его учителем являлся скульптор Борис Данилович Королёв, который в свое время, как и Н. А. Андреев, был учеником Сергея Михайловича Волнухина. Студентом Р. Р. увлекся: резьбой по дереву, кости, рогу, тиснением по коже, изготовлением из камней и раковин.
В 1922 году Р. Р. Иодко заинтересовался творчеством Айседоры Дункан, которая в 1921 г. была приглашена в Россию Наркомом Просвещения РСФСР А. В. Луначарским, официально предложивший ей открыть в Москве танцевальную школу. В октябре Дункан знакомиться с поэтом Сергеем Есениным, а в 1922 году они уже официально оформляют брак. Р. Р. Иодко рисует акварелью в стиле школы «Мир искусства» танцующую Айседору. В 1924 году по просьбе А. В. Луначарского Р. Р. создает её скульптурный портрет с натуры (она позировала ему несколько раз) и в 1925 году показывает эту работу на выставке Российского телеграфного агентства (РОСТА).
С 1925 г. началась большая творческая, педагогическая и общественная деятельность.
С 1925 по 1926 год работает во ВХУТЕМАСе в качестве старшего ассистента кафедры скульпторы по научно-методической и педагогической работе, а с 1926 до 1930 год, после реорганизации ВХУТЕМАСа в Высший художественно-технический институт(ВХУТЕИН), являлся доцентом кафедры скульптуры. В 1926 году он создает портрет (бюст) М. Горького. После реорганизации ВХУТЕИНа в 1930 году переходит в качестве доцента-руководителя кафедры скульптуры в Московский архитектурный институт, где работает до 1937 года.
В 1937 году переходит из Архитектурного института в Московский государственный художественный институт и работает в нём деканом скульптурного факультета до 1948 года, когда институту было присвоено имя художника В. И. Сурикова.
В июне 1937 г. становится председателем скульптурной секции МОССХа. И в этом же году Р. Р. Иодко встречает 20-летнюю студентку вокального факультета Мерзляковского училища Валентину Крылову, которая становится его музой до конца жизни. В письме к ней в 1938 году он пишет: «Как печальны будут мои девушки в скульптуре, какими чистыми и целомудренными они будут, в каждой будет частица от тебя. И если ты увидишь мои работы — ты поймешь, что ты в них..».
С 1938 по 1939 год Р. Р. Иодко входил в состав государственной закупочной комиссии при Третьяковской галерее.
С 1939 по 1940 гг. член Правления МОССХа (секция скульпторов).
19 апреля 1941 года решением Высшей аттестационной комиссии Р. Р. Иодко присвоено звание профессора кафедры «Скульптура».
Великая Отечественная война не пощадила и Художественный институт. Многие студенты ушли на фронт, часть эвакуировалась в Самарканд, но в Москве продолжалась работа. Фронт остро нуждался в оформлении военно-политических плакатов, новых бланков, боевых листков и грамот. Бригады возглавили Д. С. Моор, А. А. Дейнека, Р. Р. Иодко. В Москве осталось 18 профессоров, среди них также А. А. Осмеркин, В. В. Фаворская, Д. К. Мочальский и др., а также 47 студентов. В этот период профессор Р. Р. Иодко совмещал работу преподавателя в Художественном институте и в Московском институте прикладного и декоративного искусства (у Алешина). Во время Великой Отечественной войны Иодко Р. Р. состоял консультантом по маскировке Москвы при штабе П. В.О. и участвовал в создании маскировочной карты города, позволившей максимально сохранить исторический центр столицы от разрушений. За это ему была вручена Медаль «За оборону Москвы».
С 1945 по 1946 год ректор Московского государственного художественного института.
С 1940 по 1957 год вел большую общественную работу как член, а затем Председатель художественных советов при скульптурных организациях, являлся членом комиссии по контролю политической скульптуры при Управлении по делам искусств РСФСР, членом комиссии Мосгорисполкома по сооружению памятников.
В 1947—1948 гг. являлся членом экспертной комиссии Высшей аттестационной комиссии.
В мае 1948 года прошла вторая сессия Академии художеств СССР, посвященная вопросам художественного образования. На ней выступали наиболее признанные мастера советского художественного искусства, такие как Александр Герасимов и Сергей Герасимов, М. Г. Манизер, Б. В. Иогансон, М.С. Сарьян и другие, рассказавшие о крупных заслугах русской педагогической школы. Вся сессия проходила на основе только что принятого постановления ЦК ВКП(б) об опере «Великая дружба» В. И. Мурадели, сурово осудившем порочное, антинародное, формалистическое направление в подготовке композиторов и художников в стране. На сессии было отмечено, что «во многих вузах плохо пропагандируются лучшие традиции русского искусства, отсутствует необходимая простота, ясность, четкость и доступность рисунка как основы художественного воспитания». Отмечалось, что «ряд педагогов художественных вузов игнорируют лучшие образцы советского изобразительного искусства, созданные по методу социалистического реализма, на основе глубокой идейности, народности и высокого профессионального мастерства, что в московских художественных институтах воспитанием молодежи занимаются малоопытные, недостаточно квалифицированные педагоги, люди ярко выраженного формалистического направления». Обобщая все претензии к художникам-скульпторам, можно сказать, что их обвинили в космополитизме и, в связи с этим, непрофессионализме. Особенно негативно на сессии был отмечен скульптор и педагог А. Т. Матвеев, который за 30 лет «не выпустил ни одного ценного мастера». Его программа преподавания представляет собой, по выражению народного художника СССР Е. В. Вучетича, «шаманство» и изобилует такими понятиями как «скульптурное видение», «способность объемно-пластического видения» и т. п. На основании критики и решений второй сессии Академии художеств СССР вышел приказ Академии № 45 от 30 августа 1948 года за подписью академика М. Г. Манизера, в соответствии с которым профессоров А. Т. Матвеева и А. А. Осмеркина как носителей формалистических тенденций в творческой и педагогической практике…, профессоров Г. Т. Горощенко, И. И. Чекмазова, Р. Р. Иодко, доцентов В. В. Фаворскую, В. В. Почиталова и ряд других освободили от работы. В итоге только в одном Московском Художественном институте было снято 11 человек, из них: 5 профессоров, 3 доцента и 3 преподавателя. На основании приказа № 95 от 14 июля 1948 г. по Московскому институту прикладного и декоративного искусства за подписью директора института народного художника СССР А. А. Дейнека Р. Р. Иодко, как совместитель, был отправлен в бессрочный отпуск и полностью остался без работы. Позже, в своих воспоминаниях об итогах решения второй сессии Академии художеств СССР 1948 года, А. Т. Матвеев писал: «инициаторы очередной репрессивной идеологической кампании, в данном случае такие крупнейшие скульпторы, как народный художник СССР Е. В. Вучетич и народный художник СССР З. И. Азгур, освобождали советскую культуру от „чуждых элементов“, а по существу — изолировали наиболее сильных конкурентов вместе с их школой от больших и хорошо оплачиваемых заказов — тот, кто развязал эту травлю, хорошо знал, что приближается пора больших памятников и раздел выгодных проектов. В итоге десятки уважаемых и зарекомендовавших себя скульпторов были выброшены из творческой системы и не могли участвовать в конкурсах».
В 1948 году, после вынужденного ухода из Художественного института им. В. И. Сурикова, Р. Р. Иодко подает заявление о приеме на работу в Московский педагогический институт, но безответно. Он остается без права где-либо преподавать и участвовать в различных конкурсах. И руку помощи ему в 1949 году подает его учитель по Императорскому Центральному Строгановскому училищу С. С. Алешин — директор Московского Института прикладного и декоративного искусства. Но для того, чтобы Институт смог его взять на работу, Академия художеств СССР должна снять с Р. Р. Иодко свой запрет на преподавание и творческую работу. И здесь ему необходимо было представить несколько серьёзных рекомендаций от самых знаковых художников и скульпторов страны. Надо отдавать себе отчет, в какое время и по какому вопросу Р. Р. Иодко должен был взять эти рекомендации от людей, готовых принять на себя ответственность за свои слова и его будущее, проявить настоящее мужество и смелость, чтобы решиться на такое. Первым, кто дал рекомендацию, была Народный художник СССР, действительный член АХ СССР, лауреат пяти Сталинских премий В. И. Мухина. Она пишет следующее: «Знаю преподавательскую работу Р. Р. Иодко, ценю её и считаю его приглашение в Строгановское училище желательным». Затем Народный художник СССР, вице-президент Академии художеств СССР Ф. Ф. Федоровский, который в своей характеристике на Р. Р. Иодко пишет: "Скульптора Р. Р. Иодко знаю давно, когда он учился в бывшем Строгановском училище (1912—1918 гг.). Он всегда отличался хорошими успехами, инициативой в творчестве и большим трудолюбием… Рекомендую товарища Иодко Р. Р. для зачисления на работу в высшее художественно-промышленное Училище (б. Строгановское) как профессора с большим стажем и бывшего «строгановца». Имеется также авторитетное мнение Народного художника РСФСР, академика И. Э. Грабаря: «Скульптора Р. Р. Иодко знаю давно… и приветствую его приглашение, высоко ценю знания, опыт и педагогический метод его работы». Народный художник СССР, лауреат сталинской премии, академик С. Д. Меркуров в своей записке пишет: «Я знаю Р. Р. Иодко 35 лет. Человек он редчайшей души и благородства, как скульптор — один из наших грамотных реалистов-скульпторов. Он замечательный преподаватель, выпустил очень много талантливейших молодых скульпторов. Моя глубокая уверенность, что он заслужил перед страной самого внимательного и теплого отношения к себе». В итоге вице-президент Академии художеств СССР М. Г. Манизер в своем письме от 28 сентября 1949 года на имя директора Московского института прикладного и декоративного искусства С. С. Алешина пишет следующее: «…Президиум Академии художеств СССР сообщает, что в настоящее время он не имеет возражений к приглашению Вами профессора Р. Р. Иодко для преподавания скульптуры на керамическом факультете. Р. Р. Иодко подал в Президиум заявление, в котором он признает ошибочность своего выступления на второй сессии Академии художеств СССР и вполне согласен, как это выяснилось в личных с ним переговорах, с необходимостью изменения методики преподавания скульптуры в соответствии с решением второй сессии Академии». На копии письма рукой Р. Р. Иодко написано: «Заявление в Президиум я не подавал. Лично письмо было направлено на дом Герасимову».(А. М. Герасимов в этот период был председателем Союза художников СССР). Иодко продолжает: «Личной беседы с М.Манизером у меня не было. Все это ложь». И добавляет: «У Манизера наконец заговорила совесть».
Осенью 1949 года Р. Р. Иодко восстановлен в Московском институте прикладного и декоративного искусства в качестве профессора кафедры скульптуры. В конце этого года скульптор участвует во Всесоюзной выставке, где показывает бюст «Стахановка» — портрет рабочей завода Войкова Марии Агеевой. Работа получает хорошую прессу и одобрение Академии художеств СССР.
В 1952 году его снова приглашает Строгановское училище как профессора и заведующего кафедрой архитектурно-декоративной скульптуры.
В 1954 году в поздравительном адресе в связи с 60-летием Р. Р. Иодко от педагогов кафедры скульптуры Московского института прикладного и декоративного искусства говорится: «Вы, как педагог, воспитали ряд поколений молодых скульпторов, внеся этим самым большой вклад в дело развития советской скульптуры».
В 1957 году скульптор переходит с кафедры архитектурно-декоративной скульптуры на кафедру академической скульптуры и становится её многолетним деканом.
В 1962 году, являясь крупнейшим методистом и благодаря помощи ректората Строгановского училища, Р. Р. Иодко издает свое учебное пособие по курсу «Скульптура» «Построение рельефа на плоскости». В нём он пишет: «Теория пространственных искусств сравнительна с теорией музыки и литературы и разработана весьма слабо». В этой работе автор возвращает нас к идеалам древнегреческих и древнеегипетских скульптур и объясняет закон «золотого сечения».
В свой 70-летний юбилей Р. Р. получил очень много поздравительных адресов от различных институтов, в том числе Художественного института, Архитектурного, Физической культуры, Строгановского, от Союза художников СССР и РСФСР, деятелей культуры, которые так отмечали его деятельность: «Ваше творчество — образец соединения таланта и трудолюбия. Являясь одним из славных питомцев Строгановского училища, Вы, любимый профессор, верны его традициям и передаете их своим ученикам вместе с замечательной техникой работы скульптора. Ваши глубокие знания ученого-исследователя помогают нам лучше познать художественное наследие в области скульптуры и других изобразительных искусств». Газеты, журналы много писали о творчестве талантливого скульптора. В связи с семидесятилетием со дня рождения /1964 г./ творческие союзы писали: от секретариата правления Союза художников СССР за подписью народных художников СССР Е. Ф. Белашовой, Б. В. Иогансона, П. Д. Корина, Ю. И. Пименова, Н. В. Томского и др. «За свою полувековую плодотворную деятельность, Иодко P. P. внёс значительный вклад в становление и развитие советского изобразительного искусства. Мы ценим его, как автора многих скульптурных произведений, украшающих города, парки и стадионы нашей Родины, как старейшего педагога, воспитавшего несколько поколений советских скульпторов и как активного общественного деятеля.» От Союза художников РСФСР за подписью: В. А. Серов, А. П. Файдыш-Крандиевский, Л. Е. Кербель, В. Е. Цигаль и других. «Скульптор Иодко P.P. за свою полувековую творческую деятельность внёс большой вклад в развитие изобразительного искусств. Наряду с активной творческой деятельностью немало сил, энергии и труда отдал делу воспитания молодых творческих кадров и, являясь художником большой, разносторонней культуры, передал свой опыт молодому поколению художников». От М О С С X а за подписью: А. П. Кибальников, И. И. Козловский и др. «Произведения Иодко Р. Р. выполненные с большим мастерством, были экспонированы на многих, художественных выставках и установлены в ряде городов нашей страны… Он глубоко и последовательно развивает в своей творческой и педагогической деятельности высокие принципы реалистического искусства и лучшие традиции системы русского художественного образования… Когда мы гордимся достижениями нашей советской скульптуры и радуемся творческим успехам молодых художников, мы знаем, что в этом большая доля труда души Иодко P. P.» Многие художники, такие как: И. Э. Грабарь, В. И. Мухина, С. В. Герасимов, С. Д. Меркуров, Ф. Ф. Федоровский и др. в различные периоды жизни и творчества Ромуальда Ромуальдовича Иодко отмечали его большие заслуги перед Родиной, самоотверженное служение любимому искусству, своему народу, для которого он — талантливый педагог — воспитал десятки и сотни молодых скульпторов.
В год 75-летия со дня рождения скульптора Правление Московской организации Союза художников РСФСР за подписью Председателя Правления С. И. Дудника и Председателя бюро секции скульптуры И. М. Рукавишникова отметило: «И сами Вы — вся Ваша жизнь, Ваши произведения, являетесь для Ваших учеников прекрасным примером того, как должен жить и трудиться художник, чья жизнь отдана искусству».
Вот что пишет в своих воспоминаниях скульптор М. В. Шандуренко, который в далеком 1974 году, будучи 23-летним юношей, был последним ассистентом Р. Р. Иодко:
«…Именно тогда я впервые встретил необыкновенного человека. Его классическая на вид фигура, неторопливо движущаяся по псевдоклассическим пространствам Строгановского училища, настолько гармонировала с этой архитектурой, насколько и отличалась от остальных обитателей. Чёрная тройка, белая рубашка, чёрный галстук, гладко зачесанные седые волосы, высокий лоб, из под которого смотрели внимательные серые глаза — все это, казалось, говорило о том, что так и должен выглядеть настоящий профессор, можно сказать идеальный профессор, это и был Ромуальд Ромуальдович Иодко…
…Ромуальд Ромуальдович был замечательным педагогом, а его уроки носили глубокое содержание. На занятиях он опирался на обширные теоретические знания и умение показать на практике, как нужно моделировать ту или иную форму. Прекрасное владение стилями (заложенное ещё в годы обучения Ромуальда Ромуальдовича в имперском Строгановском училище) помогали студентам оттачивать хороший вкус. Все занятия сопровождались многочисленными примерами, которые красочно иллюстрировались большим количеством фотографий (запасов ещё с имперских времен). Преподавание его было простым, ясным и доходчивым. Это и привлекало к нему молодых художников и давало хороший результат в работе.
Отдельно хочется сказать о его научных изысканиях. Прежде всего, об исследованиях по золотому сечению, применяя которое (по системе Иодко) можно легко запомнить пропорции человеческого тела (очень удобно для запоминания), или понять принцип построения барельефа (пожалуй, самое простое, если не единственное и внятное пособие по лепке барельефа). Удивительным также, кажется, его объяснение окружающего нас пространства через „золотое сечение“, где Ромуальд Ромуальдович убедительно доказывает гармоническое строение среды и приводит нас к мысли о тварности мира.
А как Ромуальд Ромуальдович объяснял основы композиции!? — В композиции есть главное и есть второстепенное, где второстепенное подчиняется главному. В их взаимодействии и возникает гармония. Но если все элементы равны, то композиция нарушается и „распадается“…».
В 1968 году Президиумом Верховного Совета РСФСР Р. Р. Иодко удостоен звания Заслуженного художника РСФСР.
Ромуальд Ромуальдович Иодко умер 13 ноября 1974 года в Москве. Похоронен в Москве на Введенском кладбище (10 уч.).

## Творчество
Ромуальд Ромуальдович
Иодко — мастер монументально-декоративной скульптуры. Им
создано большое количество произведений для оформления парков, стадионов,
общественных сооружений, которые были установлены во многих городах и курортах
СССР. Как скульптор начал свою работу с 1915 г. (участвовал в выставке
прикладного искусства в Киеве).
|  | 1918 г.      | Фигуры «Физкультурниц» — установлены в парке Института физкультуры (Б. Гороховская ул., д. 22, в н. вр. ул. Казакова) |
|  | 1925 г.      | Выставка общества художников Российского телеграфного агентства (РОСТа), портрет (бюст) Айседоры Дункан |
|  | 1926 г.      | Выставка художников общества «РОСТ», показывает мужской портрет и участвует в проектировании Дворца техники. Создает портрет М. Горького |
|  | 1927 г.      | Участвует в выставке Общества русских скульпторов и юбилейной выставке Рабоче-Крестьянской Красной Армии, показывает скульптуру «Красногвардеец». Участвует в проектировании Дворца Советов в части скульптурного оформления и на лучший проект памятника «Жертвам 1905 года» на Красной Пресне |
|  | 1927 г.      | Создаёт скульптуру из красного дерева «Мальчик» |
|  | 1928 г.      | Становится членом Ассоциации художников революции (АХР), выставляется на выставке «Индустрия социализма» |
|  | 1930 г.      | Скульптура «Прыжок в воду» — 1-й вариант. |
|  | 1932 г.      | Член Московского Союза Советских художников-скульпторов |
|  | 1933 г.      | Скульптура «Прыжок в воду» («Пловчиха») — 2-й вариант, уставленный в Нескучном саду ЦПКиО им. М.Горького (установлена также в г. Львов, Калуге, Таганроге, Геленджике, Сочи и др. городах СССР)                                                                                                 |
|  | 1933 г.      | Выставка, посвященная XV-летию Рабоче-крестьянской Красной армии, показывает скульптуру «Красная присяга». В н. вр. находится в МВД России |
|  | 1935 г.      | Фигура «Девушка с веслом», 2,25 м. — 1-й вариант (Выставка МОССХа). Парк Дома РККА стадион «Сталинец», Москва. Впоследствии установлена в комплексе фонтана на стадионе «Электрик» в Черкизово.                                                                                                 |
|  | 1936 г.      | Скульптура «Девушка с веслом» — 2-й вариант. Установлена на водном стадионе «Динамо» и во многих городах СССР, в том числе в Петрозаводске, Хабаровске, Сочи и др. |
|  | 1937 г.      | Скульптура «Инженер-строитель». Установлена на башнях управления 6-го и 7-го шлюзов канала Москва-Волга /б. им. Сталина/ |
|  | 1940-е гг.   | Фигуры для фонтанов и другие экземплярные работы, в том числе Фонтан «Детский хоровод» («Бармалей») в городах: Сталинград, Краснодар и др. городах СССР |
|  |              | |
|  | 1937 г.      | Скульптуры 2,25 м. «Горнячка» и «Студент-геолог». Установлены на фасаде Московского горного института (б. им. Сталина) |
|  | 1938-1939гг. | По заказу Государственного музея изобразительных искусств им. А. С. Пушкина создает проект памятника Н. В. Гоголю |
|  | 1939 г.      | Портрет (бюст) Н. В. Гоголя |
|  | 1940 г.      | Портрет (бюст) В. А. Моцарта для Московской филармонии |
|  | 1947 г.      | Портрет (бюст) «Молодой М. Горький» |
|  | 1949 г.      | Участвует во Всесоюзной выставке и показывает портрет (бюст) «Стахановка» (рабочая завода им. Войкова М. Ф. Агеева) |
|  | 1950 г.      | Скульптура «Колхозник» для ВДНХ |
|  | 1964 г.      | Скульптура «Девушка с ящерицей» |

В 1994 году народный художник СССР Л. Е. Кербель был гостем в Строгановском институте на выставке, посвященной 100-летию со дня рождения Р. Р. Иодко, и оставил такие слова о своем педагоге: «Открывая эту книгу отзывов, я не могу не отметить одну важную мысль: несмотря на то, что выставка интимная, работы Р. Р. Иодко отражают время послереволюционного периода 30-37гг. Его Пловчиха имела большой успех и во многих местах была повторена. Женская пластика в искусстве РР особенно удачна. Мне пришлось учиться у РР и защищать диплом. Теплые воспоминания о нём, скромном и умном педагоге останутся у меня на долгие годы.»
В 2004 г. в день празднования 110-летия со дня рождения Р. Р. Иодко, проходившем в Государственном музее «Дом Бурганова», народный художник СССР, академик Академии художеств СССР В. Е. Цигаль тепло говорил о своём учителе и подчёркивал, как точно скульптор понимал пропорции своих произведений.
В декабре 2014 года в Москве, в рамках празднования 120-летия со дня рождения Р. Р. Иодко, в Библиотеке-культурном центре им. М. А. Волошина состоялась юбилейная выставка-ретроспектива работ Р. Р. Иодко, которая также включала в себя неизданные документы из семейного архива.
В декабре 2015 г. и в декабре 2016 г. в Москве в Библиотеке искусств им. А. П. Боголюбова и Библиотеке-читальне им. И. С. Тургенева прошла выставка «Жизнь и творчество Заслуженного художника РСФСР Ромуальда Ромуальдовича Иодко (1894—1974)», в рамках которой состоялась творческая встреча с сыном скульптора, заслуженным работником культуры РФ Р. Р. Крыловым-Иодко. Тема встречи: «Советская скульптура и её апологеты XX века».

## Педагогическая деятельность
Большое
место в трудах Ромуальда Ромуальдовича занимали теоретические исследования,
например, о пропорциях в скульптуре, рельефе, о построении рельефа.
Являясь
крупнейшим педагогом, Иодко Р. Р. создал школу пластического строя
художественной формы скульптуры, обосновав её в научных трудах. Им написано
большое количество учебных программ, методических пособий — «Новые задачи
изобразительного искусства», "О мерах улучшения учебно-методической работы
кафедры «Академической скульптуры», «О ритме», «Композиции»,
«Архитектурно-декоративной скульптуре» и др. Учебные
пособия по курсу скульптуры: «Теория теней» (1920 г.), «Построение рельефа на
плоскости» (1962 г.), «Гармоническая соразмерность тела человека» с перечнем
таблиц, рисунков (1974 г.)
Так кто эти ученики, ради которых Ромуальд Ромуальдович отказался от своего желания создавать новые и новые образы, и полностью ушел в педагогическую деятельность, находя в ней свое особое предназначение? Конечно, это сотни тогда молодых скульпторов и архитекторов, получивших мастерство у Р. Р. Иодко. И самые известные среди них — это Л. Е. Кербель, В. Е. Цигаль, А. П. Файдыш-Крандиевский, А. А. Бичуков., С. Шапошников, Н. Кашин, В. Милашникова, И. Козловский,
Л. Мильбергер, А. Посядо, Колесников, Домбровская, которые впоследствии получили общественное признание, как высоко профессиональные художники-скульпторы, стоящие на реалистических позициях в советском изобразительном искусстве.
Отдавая много времени и сил педагогической деятельности, Р. Р. все годы творчески работал в области станковой монументально-декоративной скульптуры.
Более 20 лет ассистентом Р. Р. Иодко был молодой скульптор, а теперь народный художник РСФСР, член президиума Российской академии художеств, профессор Московской Государственной художественно-промышленной академии имени С. Г. Строганова А. Н. Бурганов.
Творчество
Р. Р. Иодко и его педагогическую деятельность высоко ценили: И. Грабарь, В. Мухина, С.
Герасимов, С. Меркуров, Ф. Федоровский, В. А. Фаворский.

## Семья
Братья и сестры: Иодко Елена Ромуальдовна (г.р. 1897), Иодко Витольд Ромуальдович (в эмиграции), Иодко Адам Ромуальдович (1893—1937), репрессирован; реабилитирован в 1957 году.
Жена — Надежда Францевна Иодко (Мрочковская), педагог. Дочь — Маргарита Ромуальдовна Иодко (1926—2011), педагог, хормейстер. Муж дочери — Валентин Константинович Андреев (1935—2002), заслуженный работник культуры РФ, профессор, пианист, солист и концертмейстер, один из ведущих представителей русской школы в области современной фортепианной педагогики.
Сын — Крылов-Иодко Ромуальд Ромуальдович (г.р.1957, Москва), директор ГБУК города Москвы «Библиотека-читальня им. И. С. Тургенева» (с 16 апреля 2016 года). Его мать — Валентина Крылова, певица, заведовала библиотекой Московской государственной консерватории.

## Награды
- Медаль за доблестный труд в Великой Отечественной войне 1941—1945 г.г.
- Медаль за оборону Москвы
- Медаль в память 800-летия города Москвы II47-I947 г.г.
- За стахановскую работу значок «Ударника М. В.С.» /Строительство канала Москва — Волга/ 1937 г.
- Звание «Ударник коммунистического труда» — 1965 г.
- Почётное звание Заслуженный художник РСФСР (1968)[1][8]
- Юбилейная медаль «За доблестный труд в ознаменование 100-летия со дня рождения В. И. Ленина»

За многолетнюю плодотворную деятельность по воспитанию молодых художников-скульпторов, развитию художественного образования в стране и большие творческие, научно-педагогические успехи Ромуальд Ромуальдович Иодко получал множество благодарностей от Министерства культуры РСФСР, СССР, Высшего и среднего специального образования, ВУЗов, а также почётные грамоты.
С 1963 года по решению МВХПУ удостоен быть на доске почёта.